# Solène Bouton
Solène Bouton est une actrice française, née en 1981. Elle a fait ses études au lycée Michelet, à Vanves, puis à l'Université Paris IV - Sorbonne.

## Biographie
Elle commence sa carrière avec Chili con carne de Thomas Gilou. En 2004 elle participe au tournage du film La Demoiselle d'honneur de Claude Chabrol où elle incarne Sophie. Puis viendra en 2006 Marie-Antoinette de Sofia Coppola. 
Elle a joué dans l'équipe de la série française Le Bureau, adaptation de la série britannique The Office.

## Filmographie
- 1999 : Chili con carne de Thomas Gilou : Marie
- 2002 : SOS 18 (TV) : Léa
- 2004 : La Demoiselle d'honneur : Sophie Tardieu
- 2005 : La Pause : Vendeuse nourriture animaux
- 2005 : Tête de gondole : Vendeuse nourriture animaux (segment La Pause)
- 2006 : Le Bureau (feuilleton TV) : Jennifer
- 2006 : Passés troubles (TV) : Zaza
- 2006 : L'Enfant du secret (TV) : Manon
- 2007 : Les Camarades (feuilleton TV)
- 2007 : Sur le fil : Lieutenant Isabelle Fieschi
- 2008 : R.I.S Police scientifique : Léa / Murielle (saison 4 épisode partout ou tu iras) elle joue le rôle de 2 jumelles (l'une étudiante à la Sorbonne et l'autre faisant plein de petit boulot)
- 2009 : Incognito : La fille du bus
- 2011 : Julie Lescaut, épisode 2 saison 20, Sortie de Seine de Christophe Barbier : Karine
- 2011 : Le vernis craque de Daniel Janneau (TV) : Valentine
- 2011 : Camping Paradis (TV - saison 2, épisode 5) : Patricia
- 2011 : Joséphine, ange gardien, épisode Suivez le guide : Marion

## Théâtre
- 2010 : Il Capitano Fracasse librement inspiré du Capitaine Fracasse de Théophile Gautier, mise en scène Jean-Renaud Garcia,   Théâtre 14 Jean-Marie Serreau